# Пфеффер, Вильгельм
Вильгельм Пфе́ффер (нем. Wilhelm Friedrich Philipp Pfeffer; 9 марта 1845, Гребенштайн — 31 января 1920, Лейпциг) — немецкий химик, ботаник, занимался физиологией растений. 
Член Саксонской академии наук (1887), иностранный член Лондонского королевского общества (1897), член-корреспондент Берлинской академии наук (1889), Парижской академии наук (1900), Петербургской академии наук (1908; с 1917 — Российской академии наук).

## Биография
Вильгельм Пфеффер родился в семье аптекаря. Под влиянием отца он с раннего возраста интересовался естественными науками и ботаникой.
Учился в гимназии, был учеником аптекаря, в 18 лет стал помощником аптекаря.
В 1863 году он поступает в Гёттингенский университет, где изучает химию и фармацевтику. Его преподавателями были известные химики Фридрих Вёлер, Вильгельм Рудольф Фиттиг и физик Вильгельм Эдуард Вебер.
После получения в 1865 году учёной степени, продолжает изучение фармацевтики в Марбургском университете. В 20 лет он имел учёную степень доктора философии.
В 1871 году, в качестве приват-доцента, начал чтение лекций в Марбурге.
Был профессором ботаники в Бонне (с 1873 года), Базеле (недолго) и Тюбингене (с 1878 года).
C 1887 года занимал кафедру в Лейпциге и был директором университетского Ботанического сада.
Первые научные исследования Пфеффера были посвящены географии и эмбриологии растений.
В 1868 была опубликована «Bryologische Reisebilder aus dem Adula», в 1869 — «Bryogeographische Studien aus den Betischen Alpen» и «Zu Blüthenentwickelung der Primulaceen und Ampelideen».
Но очень скоро, под влиянием знаменитого Сакса, у которого он работал в Вюрцбурге, Пфеффер перешёл на физиологические вопросы и с тех же пор уже исключительно работал в этой области.
Много весьма важных результатов достигли исследования Пфеффера по вопросам раздражимости и движения растений: «Ueber das Oeffnen und Schliessen der Blüthen» (1872), «Die periodischen Bewegungen der Blattorgane» (1875), «Zur Kenntniss der Contactreize» и др. В особенности его исследования над движениями низших организмов: «Locomotorische Richtungsbewegungen durch chemische Reize», а также ряд работ, сделанных под его руководством его учениками. Вместе с исследованиями Дарвина эти работы являются основными в данном вопросе.
Огромная заслуга принадлежит Пфефферу в изучении обмена веществ (в узком смысле слова) и превращения энергии в растениях. Важные его работы посвящены
осмосу и его роли в дыхании и питании растений. Здесь особенно важны его сочинения: «Osmotische Untersuchungen» (1877), «Ueber die Aufnahme und Ausgabe ungel öster Körper», «Zur Kenntniss der Plasmahaut und der Vacuolen etc.» (1890); «Studien zur Energetik der Pflanzen» (1892), «Druck und Arbeitsleistung durch wachsende Pflanze» (1893) и др.
В 1881 вышло его двухтомное сочинение «Pflanzenphysiologie. Ein Handbuch d. Lehre vom Stoffwechsel und Kraftwechsel in der Pflanzen», замечательное как полнотой изложения предмета, так и глубиной и всесторонностью анализа вопросов.
Под руководством Пфеффера работал ряд ботаников всех стран, в том числе немало русских. Под его редакцией изданы два тома «Untersuchungen aus dem botanischen Institut zu Tübingen», состоящие исключительно из работ его учеников и его собственных.
С 1896, после смерти Прингсгейма, Пфеффер совместно с Эдуардом Страсбургером продолжал издание журнала «Jahrbücher für wissenschaftliche Botanik».

## Награды
- Медаль Котениуса (1910)

## Список работ
- «Bryologische Reisebilder aus dem Adula» 1868
- «Bryogeographische Studien aus den Betischen Alpen» 1869
- «Zu Blüthenentwickelung der Primulaceen und Ampelideen» 1869
- «Ueber das Oeffnen und Schliessen der Blüthen» 1872
- «Physiologische Untersuchungen» 1873
- «Die periodischen Bewegungen der Blattorgane» 1875
- «Zur Kenntniss der Contactreize»
- «Osmotische Untersuchungen» Erstaufl. 1877
- «Pflanzenphysiologie : Ein Handbuch der Lehre vom Stoffwechsel in der Pflanze» Leipzig : Engelmann 1881
- «Beiträge zur Kenntnis der Oxydationsvorgänge in lebenden Zellen» 1889
- «Über Aufnahme und Ausgabe ungelöster Körper» 1890
- «Zur Kenntniss der Plasmahaut und der Vacuolen etc.» 1890
- «Studien zur Energetik der Pflanzen» 1892
- «Druck und Arbeitsleistung durch wachsende Pflanze» 1893
- «Untersuchungen über die Entstehung der Schlafbewegungen der Blattorgane» 1907
- «Der Einfluss von mechanischer Hemmung und von Belastung auf die Schlafbewegung» Leipzig : Teubner, 1911
- «Beiträge zur Kenntniss der Entstehung der Schlafbewegungen» Leipzig : Teubner, 1915